# 青木城 (武蔵国)
青木城（あおきじょう）は、神奈川県横浜市神奈川区高島台にあった16世紀の日本の城。現在の本覚寺付近とされ、小田原の後北条氏被官・多米氏の居城とされる。

## 概要
京急本線神奈川駅北側に位置する「高島台」の丘陵は、2020年現在は京急本線やJR線、国道1号により寸断されているが、かつては東側の「権現山」と尾根伝いに繋がっており、権現山側に権現山城、高島台側に青木城があったとされている。
1510年（永正7年）、扇谷上杉氏の被官・上田政盛が、関東進出を狙う伊勢盛時（のちの北条早雲）と通じて上杉氏に謀反し権現山城で挙兵。上杉朝良（扇谷上杉氏）と上杉憲房（山内上杉氏）がこれを攻め「権現山の戦い」が勃発した。両上杉氏は権現山城を落とし、援軍に駆けつけた伊勢（後北条）軍をも撃破して勝利したが、この戦いの際、伊勢側の援軍が「本覚寺の地蔵堂」を根城（本城）として立て籠ったとされており（『鎌倉九代記』）、現在青木城と呼ばれている本覚寺付近も既に城郭の一部として使われ始めていた。
この戦いには破れたものの、その後も伊勢氏（後北条氏）の進出は止まらず、権現山はやがて後北条氏が掌握して対上杉氏の前線となり、大永年間（1521年-1528年）に多米元興（周防守）が青木城主として配置された。
以上の経緯から、青木城の正確な築城年代は不明だが『日本城郭大系』では権現山城が先に築城され、大永年間ごろに発展・拡大的に青木城が成立したと考えられている。
その後も青木城は多米氏の管轄下にあり、1559年（永禄2年）成立の『小田原衆所領役帳』によると、当時は「多米新左衛門」（多米周防守と同一人物かは不明）が領有していた。
1569年（永禄12年）に武田信玄が小田原を攻撃した際、多米周防守は青木城を捨て、北条氏綱の娘婿である吉良頼康の居城蒔田城（横浜市南区蒔田町）の守備にあたったという。
廃城年代も不明だが、多米氏は1590年（天正18年）の小田原征伐の際に討たれ（『諸国廃城考』）、1830年（文政13年）成立の『新編武蔵風土記稿』では「さして今は城塁の跡の残りたるも見えず。」とあり、江戸時代後期までには痕跡も判然としなくなっていた。

## 城跡
権現山城のあった権現山は、幕末に神奈川台場造成のための土取り場として削られ、明治時代以降は鉄道等によって開削されるなど地形の変形が著しい。また青木城のあった高島台側も本覚寺のほか住宅地化しており、遺構は破壊されたと考えられている。